# Smrekowicka Przełęcz
Smrekowicka Przełęcz (słow. Soliskové sedlo, niem. Soliskojoch, węg. Szoliszkó-nyereg) – przełęcz o dwóch siodłach (2099 m n.p.m. i ok. 2080 m) znajdująca się w Grani Soliska w słowackiej części Tatr Wysokich. Oddziela ona Młynickie Solisko od wierzchołka Skrajnego Soliska. Nie jest dostępna żadnymi znakowanymi szlakami turystycznymi, dla taterników stanowi ważny punkt dostępowy do Grani Soliska.
Smrekowicka Przełęcz składa się z dwóch siodeł rozdzielonych niewielkim garbem skalnym (2126 m), który jest zwieńczeniem żebra biegnącego od strony Doliny Furkotnej, nazywanym Smrekowicką Czubą lub Soliskowym Garbem (Soliskový hrb). Wyżej położone siodło – Wyżnia Smrekowicka Przełęcz (Zadné Soliskové sedlo) – znajduje się na północ od tego garbu, a niżej położona Niżnia Smrekowicka Przełęcz (Predné Soliskové sedlo) leży nieco na południe od niego. Garb ten, w rzeczywistości będący turnią o stromych ścianach, można pokonać łatwą wspinaczką w dobrze urzeźbionej skale. Smrekowicka Przełęcz prawdopodobnie była odwiedzana już przed pierwszymi zarejestrowanymi wejściami turystycznymi, a wejść na nią dokonywali myśliwi lub turyści.
Nazwa Smrekowickiej Przełęczy pochodzi od Smrekowicy – tarasu znajdującego się między Szczyrbskim Jeziorem a Furkotnym Potokiem.

## Historia
Pierwsze zarejestrowane wejścia turystyczne:
- Günter Oskar Dyhrenfurth i Hermann Rumpelt, 3 czerwca 1906 r. – letnie,
- Gyula Hefty i Lajos Rokfalusy, 25 marca 1913 r. – zimowe[2].